# Маджапахит
Маджапахитската империя (на явански: ꦏꦫꦠꦺꦴꦤ꧀ꦩꦗꦥꦲꦶꦠ꧀; на индонезийски: Kemaharajaan Majapahit; на малайски: Empayar Majapahit), известна още като Маджапахит, е средновековна държава в Югоизточна Азия, съществувала в периода 1293 – 1527 г. В периода на най-големия си разцвет, през XIV в. Маджапахит е най-мощната империя в тази част на континента и разполага с най-големия и силен флот, с помощта на който завладява и впоследствие контролира попадналите под нейна власт индонезийски княжества.

## История

### Основаване и подем
В края на XIII в., докато суматренската империя Шривиджая се намира в тежка политическа криза, на остров Ява нараства значително мощта на княжеството Сингасари, което се превръща в най-силната държава на острова. В същото време на трона на огромната Монголска империя стои хан Кубилай, който има амбицията да разшири територията и влиянието на държавата си в южната част на Южнокитайско море и Малайския архипелаг. Това засяга пряко интересите на Сингасари. Яванското княжество първоначално признава върховенството на монголския хан и се задължава да му плаща данък. През 1292 г. монголски пратеници идват да вземат годишния трибут. Князът на Сингасари Кертанегара обаче отказва да плати данъка и прогонва пратениците. Отказът провокира наказателна монголска експедиция, която атакува Ява с над 1000 кораба.
В същото време владетелят на съседната държава Кедири Джаякатванг се възползва от назряващия конфликт и ангажираността на сингасарската армия и нахлува в княжеството, пленява и убива Кертанегара. Начело на покореното княжество кедирският владетел поставя своя зет Виджая. През 1293 г. той премества столицата в градчето Маджапахит, което търпи бурно развитие под негово управление и се превръща във важен градски център.
Новият владетел е изправен пред множество вътрешнодържавни проблеми. Много от подчинените явански феодали отказват да признаят върховенството на Маджапахит и организират въстания срещу Виджая. Бунтовете обаче са жестоко потушени от владетеля и повечето от ръководителите им са убити. Междуособици тресат и кралския двор. Канцлерът (mahapat) Халаюда се опитва да организира дворцов преврат и да свали Виджая от трона. Действията му не се увенчават с успех и Халаюда е заловен и впоследствие екзекутиран.
Успехите срещу въстаниците значително укрепват авторитета на монархическата власт. След смъртта на Виджая през 1309 г. страната изпада в тежка политическа криза. Връх вземат непрестанните и особено ожесточени борби за власт.
Политическата обстановка се стабилизира едва около 1336 г., когато тронът на Маджапахит е зает от императрица Трибхувана. Особено енергични са действията на нейния канцлер Гаджа Мада. Той вижда бъдещето на държавата в разгръщането на мощна военна, икономическа и търговска експанзия, чрез която Маджапахит да наложи влиянието си над твърде раздробения политически пейзаж на Индонезия. През 1342 г. Гаджа Мада предвожда поход на изток към остров Бали, успява да разбие войските на балийското княжество и да го присъедини към Маджапахит.

### Разцвет
През 1350 г. Трибхувана абдикира в полза на сина си Хаям Вурук, чието управление продължава 39 години (1350 – 1389). При този крал Маджапахит достига върхът на политическото си могъщество. Основата на този възход е мощният и бързоподвижен маджапахитски флот. Концлерският пост още е в ръцете на Гаджа Мада, който разгръща широка инвазия по крайбрежията на островите Суматра, Борнео, Малакският полуостров, Сулавеси и Молукските острови. За кратко време малкото яванско княжество се превръща в огромна морска империя, която подчинява на своите интереси почти цяла Югоизточна Азия. През 1389 г. Маджапахитската таласократия обхваща почти целия Малайски архипелаг и се простира от днешен южен Тайланд до северозападната част на Нова Гвинея. В ръцете на маджапахитците е и търговията с подправки, която се осъществява най-вече от Молукските острови. Това увеличава значително финансовите постъпления в хазната и превръща в държавата в икономическа сила, която поддържа контакти с Индия, Китай, Арабския свят и дори Европа, която е крайна западна дестинация на молукските подправки.
Завоевателната политика на Маджапахит е доста стройно изградена. Обикновено маджапахитците запазват правата на местната аристокрация в различните индонезийски държави, но я поставят под свой сюзеренитет и са васално зависими от императора.
В края на управлението на Хаям Вурук Маджапахит подчинява почти цяла Суматра и така слага край на могъщата в миналото империя Шривиджая. Сериозна съпротива тук обаче оказва княжеството Палембанг, което е окончателно завладяно през 1377 г.
В края на управлението на Хаям Вурук в Индонезия започва да навлиза исляма, донесен тук от арабски търговци. Експанзивната монотеистична религия започва да се налага най-рано на остров Суматра и печели последователи за сметка на индуизма и будизма.

### Криза
След смъртта на Хаям Вурук империята започва да губи могъществото си. Най-ясен знак за това е избухналата през 1405 г. гражданска война (наричана от индонезийците Paregreg) между привържениците на наследничката на трона императрица Кусумавардхани и съпругът ѝ Викрамардхана от една страна и синът от втория брак на Хаям Вурук Вирабхуми. Войната приключва на следващата година с победа на императорската двойка и екзекутирането на победения претендент Вирабхуми.
Тези междуособици значително отслабват държавата. През 1405 г. от Китай потегля огромната „скъпоценна флота“ на китайския адмирал Джън Хъ. Той се състои от огромни кораби (баочуан), смятани от някои историци за най-големите плавателни съдове в доиндустриалния свят. Експедицията води до създаване на китайски търговски фактории в района на Малакския проток и до засилване на морските контакти между Китай и Маджапахит. Това води до загуба на търговския монопол на яванската империя.
Въпреки това Маджапахит все още се радва на търговското си могъщество. През 1426 г. тронът е зает от Сухита, дъщеря на Викрамардхана и Кусумавардхани. Нейното управление е последният успешен период в историята на държавата. След смъртта ѝ през 1447 г. Маджапахит изпада в тежка политическа и икономическа криза, от която не успява да се съвземе. В допълнение към това отново започва тежък период на дворцови интриги, преврати и граждански войни, които изтощават и без това отслабената държава. Маджапахит бързо губи властта си над индонезийските княжества, които обявяват независимост. Скоро властта на яванската империя се ограничават само върху източната част на остров Ява.
Нахлуването на исляма довежда до промяна в политическия пейзаж на региона. Арабските мисионери активизират дейността си в района и в края на 15 в. вече много от княжествата в Суматра, а по-късно и в Ява приемат мюсюлманската религия. Появяват се силни ислямски монархии като Малакския султанат, който претендира за морско първенство в южната част на Южнокитайско море.
На остров Ява се засилва новопоявилият се Демакски султанат, който разбива войските на Маджапахит и през 1517 г. и поставя страната под своя власт. Продължава обаче съпротивата на някои маджапахитски благородници в източната част на Ява. Те са сломени едва през 1527 г., когато султанът на Демак слага край на Маджапахитската империя.

## Религия
При възникването на Маджапахитската държава, на остров Ява доминират две религии – будизъм и индуизъм. Те проникват тук от Индия още в началото на нашата ера, като асимилират много от местните езически вярвания на местното население. Постепенно се оформя един своеобразен религиозен синкретизъм, при който местните традиции се смесват с будистките и индуистките. Очевидно доминиращата роля се е падала на индуизма, който тук бил представен от своите направления Шиваизъм и Вайшанизъм, а Буда и неговото учение са се превърнали в допълнение към яванския пантеон.
Владетелите на Маджапахит умело използват религията, за да укрепят и издигнат авторитета и властта си. Според описанието в „Книгата на царете“ (Nagarakertagama), маджапахитският император бил въплъщение на Буда, Шива и Вишну. Това триединство олицетворява върховната власт на владетеля и в същото време той търси приемственост в традициите и на двете религии.
След 1400 г. на остров Ява започва да прониква исляма. В Индонезия той се разпространява по мирен път от арабски мисионери и търговци. Той обаче се налага в Маджапахит едва в края на съществуването на империята, най-вече под влияние на силния Демакски султанат.

## Култура

### Изкуство
В изкуството на Маджапахит водеща роля има индийското влияние, което се изразява в почти всяка област на творчеството. Индийските традиции се сливат с тези на местното население и така се получава един нов художествен стил, известен като явански стил или Сайлендра (Sailendra). Той се харектеризира със забележителна реалистичност, натурализъм и своеобразна последователност на изображенията.

### Архитектура
В маджапахитската архитектура особено разпространение получават строителните и декоративните техники на т.нар. Източноявански стил, който постепенно измества наложилия се по-рано централноявански стил, в който е строена старата яванска архитектура. Новият стил всъщност има своите корени още през 11 в., но получава признание именно в маджапахитската епоха. Най-ясно изразен е той в храмовата архитектура. Храмовете са високи и със стройна конструкция, която създава илюзията за височинност, т.е. сградата да изглежда по-висока, отколкото е. Това се постига със стъпаловидните основи, които съкращават пространството във височина. Те са стабилна основа на масивните и тежки покриви, много от тях ориентирани по същия начин във височина. Покривът може да е заострен или да има формата на гъба, както е при храма в Джабунг. Често се поддържа от по-тесни колони. Приема се, че яванският храм се състои от три строго определени части – основа, тяло и покрив.
Уникални са достиженията на маджапахитските дворци по отношение на храмовата декорация, която често пресъздава сцени от индийската и местната митология, исторически събития, сражения, приеми и др.
В строителството се използват масивни червени тухли. С такива е изграден и царският дворец в Тровулан, който е заобиколен със силни крепостни стени, високи над 9 метра.